# 羅茨冰川
羅茨冰川（英語：Rotz Glacier），是南極洲的冰川，位於帕爾默地，長17公里、寬3.7公里，流經韋克菲爾德高地，最終在蒂莫斯塞內斯山以南注入艾里冰川，在1947年11月27日由美國探險隊拍攝照片，現時由南極條約體系管理。